# Oxycnemis erratica
Oxycnemis erratica är en fjärilsart som beskrevs av Barnes och Mcdunnough 1913. Oxycnemis erratica ingår i släktet Oxycnemis och familjen nattflyn. Inga underarter finns listade i Catalogue of Life.